# Кетлін Робертсон
Кетлін Робертсон (англ. Kathleen Robertson; нар. 8 липня 1973) — канадська акторка та продюсерка. Найбільшу популярність одержала за фільми «Розкішне життя» і «Дуже страшне кіно 2».

## Життєпис
Народилася й виросла в Гамільтоні, Онтаріо, Канада. В 10 років почала навчання на акторських курсах і стала займатися танцями й співом. Уже в цьому віці одержала першу роль у п'єсі «Енні» на сцені театру «Гамільтон». 
Переїхала в Лос-Анджелес після того, як побувала там на прем'єрі одного зі своїх фільмів. Протягом перших років проживання в Лос-Анджелесі знялася у фільмі «In The Line of Fire». Як головна героїня зіграла в таких фільмах, як «Quiet Killer» і «Survive the Night», а також у серіалі «Maniac Mansion». Також виконала другорядні ролі у фільмах «ENG», «Street Legal» і «My Secret Identity».
Кетлін Робертсон одержала широку популярність завдяки популярному в світі телесеріалу «Район Беверлі Гіллз». Одержавши роль Клер Арнольд в 1993 році, акторка не планувала затриматися в цьому телешоу на цілих 4 роки — її запрошували всього на 5 серій. Але вона так вдало вписалася в дружну молодіжну команду, що скорила всіх фанів серіалу.
В 1997 році обручилася з режисером Греггом Аракі. У тому ж році отримала роль у його картині «Ніде». Після роботи у «Ніде» знялася у фільмі «Собачий парк» (1998) року і в «Розкішне життя» (1999).
У драмі режисера Остіна Чіко «Логіка зради» Робертсон виконала одну з головних ролей разом з Марком Руффало. Цей фільм був представлений у номінації «Найкращий драматичний фільм» на кінофестивалі «Санденс».
За роль у фільмі «Тулуб: Історія Евелін Дік», де Робертсон втілила канадську вбивцю Евелін Дік, вона була номінована в категорії «Найкраща акторка» на премію «Gemini Awards» у Канаді в 2002 році.
Робертсон знімалася в телесеріалі Девіда Е. Келлей «Дівочий клуб». З Біллом Мюрреєм також з'явилася в комедії режисера Джона Макногтона «Поговоримо про Секс». Потім одержала епізодичну роль у фільмі кінокомпанії «New Line Cinema» — «Я — Сем» з Шоном Пенном. Далі одержала роль Тео в сіквелі від кінокомпанії Dimension Films до блокбастеру «Дуже страшне кіно» — «Дуже страшне кіно 2». Крім цього, Робертсон разом з Мінні Драйвер грала у фільмі «Красива» двічі оскароносної режисерки Саллі Філд, а також у режисера Брюса Маккалоха у фільмі «Собачий Парк» і в картині «Psycho Beach Party», що перемогла на кінофестивалі «Санденс».
За головну роль у фільмі Останній поворот Кетлін Робертсон була знову номінована в категорії «Найкраща акторка» премії «Gemini Awards» в 2007 році.
Робертсон неодноразово висловлювала негативне ставлення до телебачення й особливо до реаліті-шоу. Вона сама виступила продюсеркою телесеріалу "The Business", де виконала головну роль; а також одержала головну роль у фантастичному мінісеріалі «Tin Man», її гру в якому журнал Independent Film Quarterly назвав феноменально успішною.
У 2000 році розлучилася з Ґреґґом Аракі. У 2008 одружилася з Крісом Коулсом, 9 липня народила сина Вільяма.

## Фільмографія
| Рік       |    | Українська назва                     | Оригінальна назва                           | Роль                                                        |
| --------- | -- | ------------------------------------ | ------------------------------------------- | ----------------------------------------------------------- |
| 1986      | с  | Кемпбели                             | The Campbells                               | Доротея Спенсер (серія «A Man of Means»)                    |
| 1988      | с  | Моє друге Я                          | My Secret Identity                          | Дженніфер (серія «Grounded»)                                |
| 1990—1993 | с  | Особняк Маніяка                      | Maniac Mansion                              | Тіна Едісон (65 серій)                                      |
| 1992      | ф  | Провали в пам'яті                    | Lapse of Memory                             | Патрісія                                                    |
| 1992      | ф  | Кінець брехуна                       | Liar's Edge                                 | Боббі                                                       |
| 1992      | тф | Тихий вбивця                         | Quiet Killer                                | Сара Доббс                                                  |
| 1993      | тф | У нічних лабіринтах смерті           | Survive the Night                           | Джулія                                                      |
| 1993      | ф  | Смертельний поцілунок                | Blown Away                                  | Дарла Гокс                                                  |
| 1993      | с  | Прихована кімната                    | The Hidden Room                             | Енн Моріссон (серія «Passages»)                             |
| 1994      | ф  | З обов'язку служби: Ціна Помсти      | In the Line of Duty: The Price of Vengeance | Сюзан Вільямс                                               |
| 1994      | с  | Допомога з неба                      | Heaven Help Us                              | (серія «Upstairs, Upstairs»)                                |
| 1994—1997 | с  | Беверлі-Гіллз, 90210                 | Beverly Hills, 90210                        | Клер Арнольд (99 серій)                                     |
| 1995      | с  | Правосуддя Берка                     | Правосуддя Берка                            | Трейсі Берд (серія «Who Killed the World's Greatest Chef?») |
| 1997      | ф  | Ніде                                 | Nowhere                                     | Люцифер                                                     |
| 1998      | ф  | Я прокинувся рано в день моєї смерті | Я прокинувся рано в день моєї смерті        | Касирка                                                     |
| 1998      | ф  | Собачий парк                         | Dog Park                                    | Шеріл                                                       |
| 1999      | ф  | Розкішне життя                       | Splendor                                    | Вероніка                                                    |
| 2000      | ф  | Пляжний психоз                       | Psycho Beach Party                          | Ронда                                                       |
| 2000      | ф  | Красива                              | Beautiful                                   | Ванда Лав, Міс Теннессі                                     |
| 2001      | ф  | Дуже страшне кіно 2                  | Scary Movie 2                               | офіціантка                                                  |
| 2001      | ф  | Я — Сем                              | I Am Sam                                    | Тео                                                         |
| 2001      | ф  | Поговоримо про секс                  | Speaking of Sex                             | Грейс                                                       |
| 2002      | ф  | XX/XY                                | XX/XY                                       | Теа                                                         |
| 2002      | тф | Торс: Історія Евелін Дік             | Torso: The Evelyn Dick Story                | Евелін Дік                                                  |
| 2002      | с  | Дівочий клуб                         | Girls Club                                  | Дженні Фоллз (9 серій)                                      |
| 2003      | ф  | Два життя Ґрея Еванса                | I Love You Work                             | журналістка                                                 |
| 2003      | ф  | У темряві                            | In the Dark                                 | Рейчел Спеллер                                              |
| 2004      | ф  | До ночі                              | Until the Night                             | Елізабет                                                    |
| 2004      | ф  | Контроль                             | Control                                     | Еден Росс                                                   |
| 2004      | ф  | Поліцейський бульвар                 | 51/50 Mall Cop                              | Донна                                                       |
| 2005      | с  | Закон і порядок: Злочинний намір     | Law & Order: Criminal Intent                | Дарла Пірсон (серія «View from Up Here»)                    |
| 2006      | тф | Останній поворот                     | Last Exit                                   | Бетті Віланд                                                |
| 2006      | ф  | Смерть супермена                     | Hollywoodland                               | Керол ван Ронкель                                           |
| 2006      | с  | Медіум                               | Medium                                      | Кеті й Діана Марвін (серія «Ghost in the Machine»)          |
| 2006—2007 | с  | Бізнес                               | The Business                                | Джулія Салліван (12 серій)                                  |
| 2007      | с  | Зачароване королівство               | Tin Man                                     | Азкаделія (міні-серіал)                                     |
| 2008      | ф  | Гравець 5150                         | Player 5150                                 | Елі                                                         |
| 2008      | тф | Глітч                                | Glitch                                      | Лі                                                          |
| 2008      | тф | Терорист поруч                       | The Terrorist Next Door                     | Ніколь                                                      |
| 2009      | ф  | Не з тобою                           | Not Since You                               | Емі                                                         |
| 2009      | с  | Гаряча точка                         | Flashpoint                                  | Геллен Мітчел (серія «Custody»)                             |
| 2010      | ф  | Ніч вмираючих тигрів                 | A Night for Dying Tigers                    | Джулс                                                       |
| 2010      | с  | C.S.I.: Місце злочину Маямі          | CSI: Miami                                  | Кайла Пеннінгтон (серія «Meltdown»)                         |
| 2011      | ф  |                                      | Losing Control                              | Леслі                                                       |
| 2011      | ф  |                                      | Down the Road Again                         | Бетті-Джо                                                   |
| 2011      | с  | Копи-новобранці                      | Rookie Blue                                 | Леслі Аткінс (серія «Best Laid Plans»)                      |
| 2011—2012 | с  | Бос                                  | Boss                                        | Кітті О'Ніл (18 серій)                                      |
| 2012      | ф  | 3 дні в Гавані                       | Three Days in Havana                        | Емілі                                                       |
| 2012      | ф  | Кодове ім'я «Джеронімо»              | Seal Team Six: The Raid on Osama Bin Laden  | Вівіан                                                      |
| 2014      | с  | Мотель Бейтсів                       | Bates Motel                                 | Джоді Морган (6 серій)                                      |
| 2014—2016 | с  | Вбивство першого ступеня             | Murder in the First                         | Гілді Малліган (32 серій)                                   |
| 2015      | ф  | Записки Ватикану                     | The Vatican Tapes                           | др. Річардс                                                 |
| 2015      | с  |                                      | The Fixer                                   | Елліє (міні-серіал)                                         |